# Le Frecce
Le Frecce sono le categorie di servizio dei treni dell'impresa ferroviaria Trenitalia che, a partire da giugno 2012, hanno sostituito le categorie Eurostar Italia AV e Eurostar City Italia, utilizzando il medesimo materiale rotabile e alcune delle linee e fornendo la stessa tipologia di servizio. Sempre a partire da giugno 2012, Le Frecce è l'unico nome commerciale associato ai servizi di punta di Trenitalia, sostituendo la categoria Eurostar. Nel 2025 il servizio Le Frecce sarà rinominato in Frecciarossa.

## Storia
Nel 1997 fu introdotta una nuova categoria, "Eurostar Italia", come marchio del nascente servizio ad alta velocità di Trenitalia. Dal 2006 tali treni iniziarono ad essere pubblicizzati con diversi sotto-marchi che andavano ad affiancare il nome di "Eurostar".
Nel giugno 2012, la categoria Eurostar venne ufficialmente divisa in diverse sottocategorie indicanti diversi servizi ad alta velocità. Le nuove categorie create erano Frecciarossa, Frecciargento e Frecciabianca. Dal momento che tutte queste tre categorie di treni hanno nomi che iniziano con "Freccia", i treni ad alta velocità gestiti da Trenitalia sono denominati "Le Frecce", al pari di TGV in Francia, ICE in Germania e AVE in Spagna.
Il 31 maggio 2022 Trenitalia ha annunciato l'inglobamento della categoria Frecciargento in quella dei Frecciarossa e la categoria Frecciabianca in quella degli InterCity e in quella dei Frecciarossa. Pertanto, tra giugno dello stesso anno e marzo 2023, tutti i treni appartenenti al parco rotabile dei Frecciarossa e Frecciargento (esclusi gli ETR.485, di cui non si sa ancora il futuro) hanno ricevuto una nuova livrea e sono stati riclassificati nella prima categoria.

## I servizi
La categoria Le Frecce sostituisce Eurostar, con Frecciarossa e Frecciargento che sostituiscono il servizio Eurostar AV, Frecciabianca che ha sostituito il servizio Eurostar City Italia e parte del servizio Eurostar Italia.
Trenitalia utilizza tre nomi diversi per distinguere i vari servizi Le Frecce. Le tre Frecce hanno in comune, rispetto agli altri treni, una priorità più alta nella circolazione sulla rete ferroviaria e un livello di servizio migliore, ma sono diverse tra loro dal punto di vista dei collegamenti e delle velocità massime raggiunte.
Frecciarossa

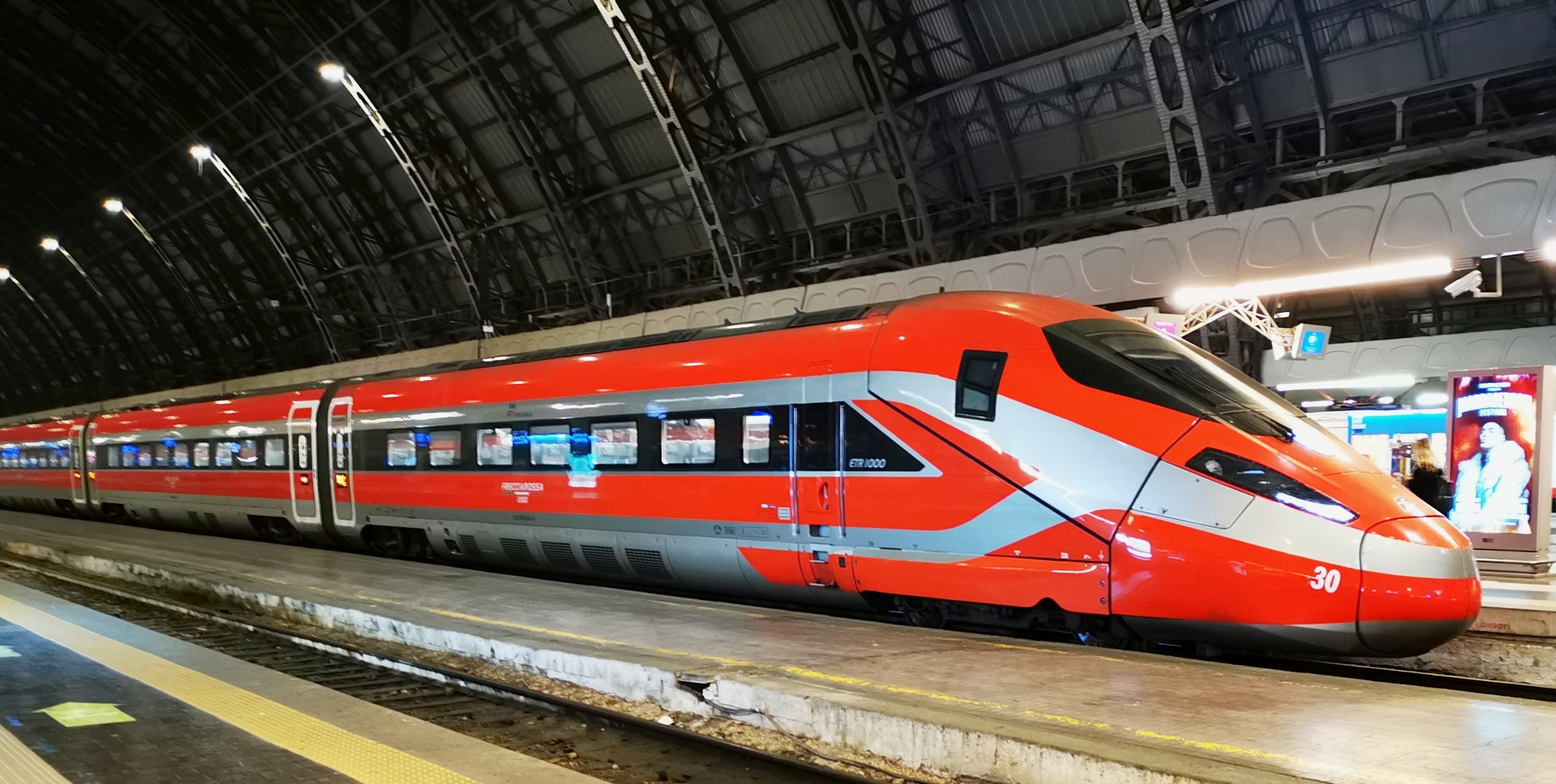
Frecciarossa, ETR.1000.

Il servizio Frecciarossa è svolto con ETR 1000, ETR 500, ETR 700 ed ETR 600; la velocità massima in servizio commerciale dei primi 2 tipi di treno è di 300 km/h, gli ETR 700 e gli ETR 600 viaggiano invece a una velocità massima di 250 km/h.
A bordo di Frecciarossa sono disponibili:
- Impianto di climatizzazione
- Prese di corrente per ogni posto
- Illuminazione al led
- Ampi spazi per i bagagli
- Monitor in tutte le carrozze con informazioni e news di viaggio in continuo aggiornamento
- Portale FRECCE accessibile tramite rete WI-FI, con servizi di intrattenimento, connessione internet ed informazioni di viaggio
- 2 posti attrezzati per disabili che viaggiano su sedia a rotelle e 2 posti per accompagnatori
- Fasciatoio

I treni Frecciarossa viaggiano sia su linee ad alta velocità che su linee tradizionali; tuttavia su queste ultime, non essendo effettuati con treni a cassa oscillante, sono sottoposti ai limiti del Rango C (eccetto l'ETR 600, il quale è provvisto di assetto variabile e può viaggiare alle velocità consentite dal Rango P). Essi sono in servizio sulle seguenti linee:
- Torino – Milano – Reggio Emilia AV - Bologna – Firenze – Roma – Napoli – Salerno. Alcuni Frecciarossa estendono la propria corsa da Milano fino a Brescia, da Firenze verso Arezzo e Perugia, da Roma fino all’aeroporto di Fiumicino o fino a Caserta, Benevento, Foggia, Bari e Lecce e da Salerno fino a Reggio Calabria o Potenza e Taranto.
- Venezia – Padova – Bologna – Firenze – Roma – Napoli – Salerno con estensioni da Venezia verso Gorizia e Trieste, da Roma verso l’aeroporto di Fiumicino e da Salerno verso la Calabria.
- Venezia – Padova – Vicenza – Verona – Brescia – Milano: alcuni treni estendono la propria corsa da Milano fino a Torino o Genova, da Verona fino a Bolzano e da Venezia fino a Udine e Trieste.
- Roma – Firenze – Bologna – Verona con prosecuzioni verso Bolzano o Brescia. Previste anche prosecuzioni da Bologna verso Modena e Mantova e da Roma verso Sibari.
- Torino – Milano – Bologna – Rimini – Ancona – Foggia – Bari – Lecce/Taranto.
- Venezia – Padova – Ferrara - Bologna – Rimini – Ancona – Foggia – Bari – Lecce.
- Milano – Torino – Bardonecchia – Modane – Chambéry – Lione – Parigi (collegamento effettuato da Trenitalia France).
- Roma - Livorno - Pisa - La Spezia - Genova - Torino.

Frecciargento

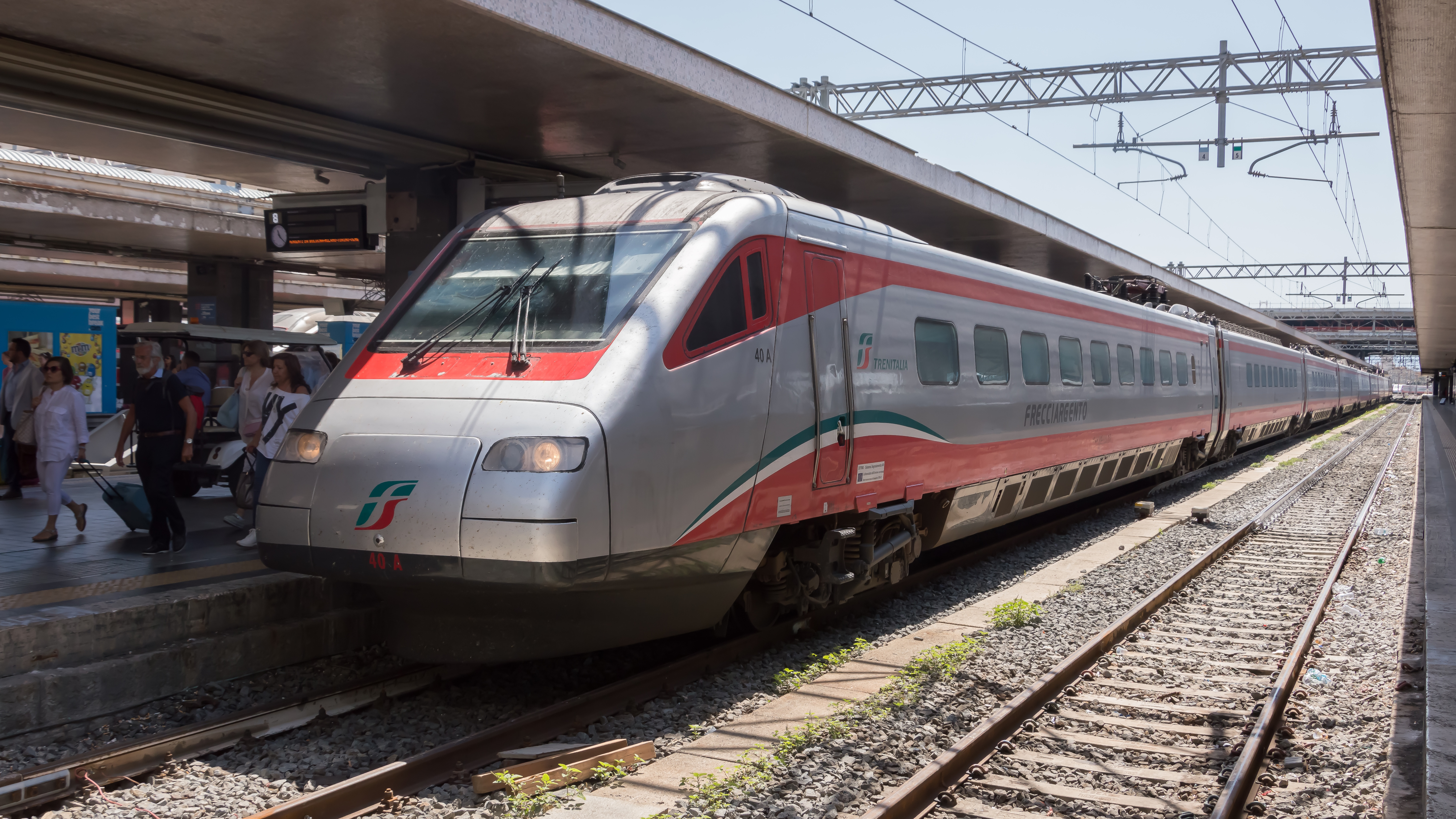
Frecciargento, ETR.485

Il servizio Frecciargento è svolto con ETR 485, i quali viaggiano alla velocità massima commerciale di 250 km/h.
A bordo di Frecciargento sono disponibili:
- Impianto di climatizzazione
- Prese di corrente per ogni posto
- Luce di cortesia al posto
- Ampi spazi per i bagagli
- Monitor in tutte le carrozze con informazioni e news di viaggio in continuo aggiornamento
- Portale FRECCE accessibile tramite rete WI-FI, con servizi di intrattenimento, connessione internet ed informazioni di viaggio
- 2 posti attrezzati per disabili che viaggiano su sedia a rotelle e 2 posti per accompagnatori
- Fasciatoio

I treni Frecciargento viaggiano sia su linee ad alta velocità che su linee tradizionali; su queste ultime raggiungono velocità maggiori grazie al sistema di pendolamento attivo, che consente loro di viaggiare in Rango P. Sono in servizio sulle seguenti tratte:
- Roma – Caserta – Benevento – Puglia con fermate a Foggia, Barletta e Bari e con prosecuzioni anche verso Brindisi e Lecce.
- Roma – Napoli Afragola – Salerno – Paola – Lamezia Terme – Rosarno – Villa San Giovanni – Reggio Calabria.
- Roma – Firenze – Pisa – La Spezia – Genova.
- Roma – Terni – Foligno – Pesaro – Rimini – Ravenna.

Frecciabianca

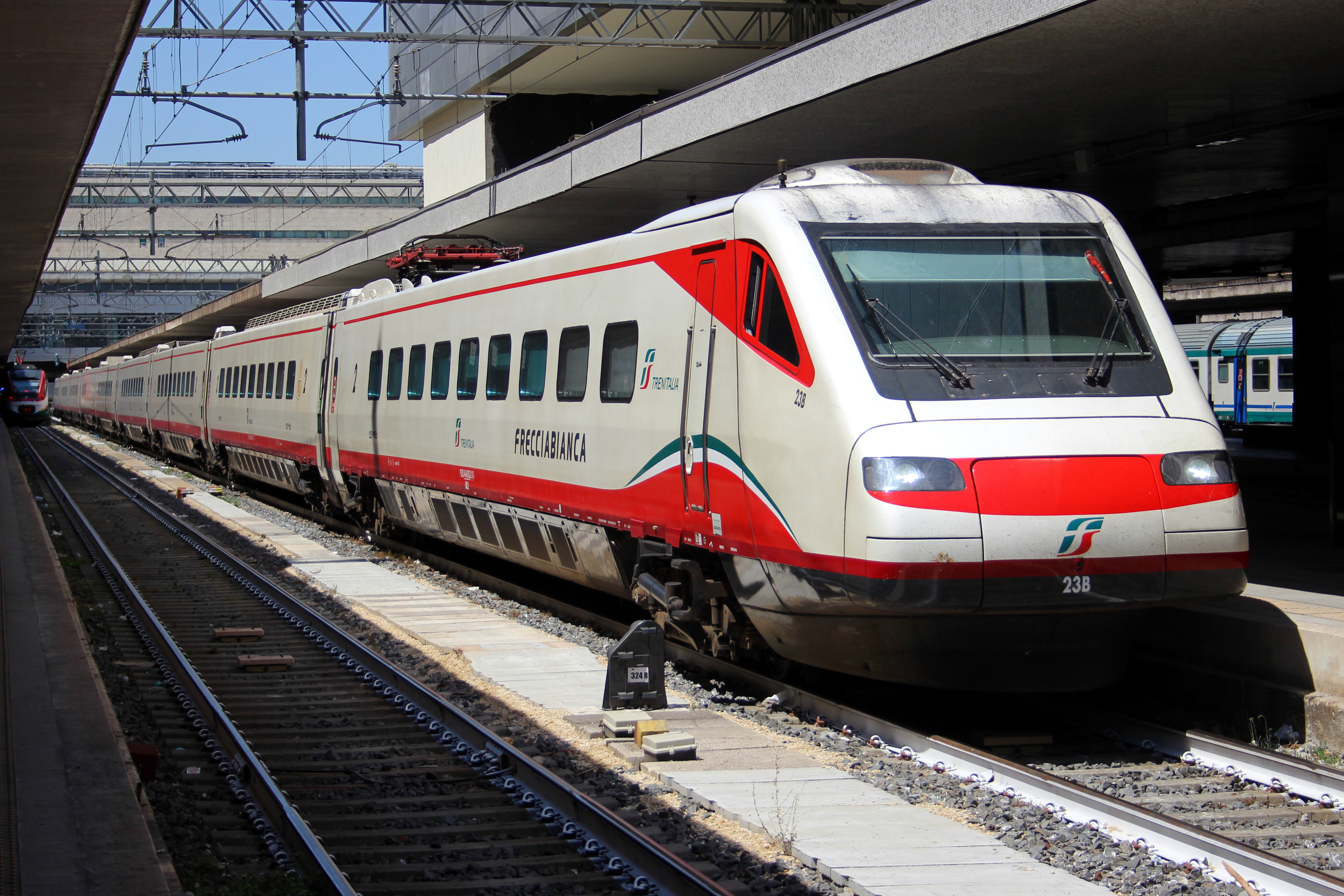
Frecciabianca, ETR.460

Il servizio Frecciabianca viene svolto tramite elettrotreni ETR 460. Fino al luglio del 2020 veniva effettuato con composizioni di E.414, fino al dicembre dello stesso anno anche con ETR 470 e, fino al 12 giugno 2022, con composizioni di E.402B o con E.464 (per i collegamenti in Sicilia) con Gran Confort/UIC-Z1. I Frecciabianca viaggiano alla velocità massima commerciale di 200 km/h.
A bordo di Frecciabianca sono disponibili:
- Impianto di climatizzazione
- Prese di corrente per ogni posto
- Luce di cortesia al posto
- Ampi spazi per i bagagli
- Fasciatoio

I treni Frecciabianca viaggiano esclusivamente su linee tradizionali e sono in servizio solo sulla tratta Roma-Pisa-La Spezia-Genova, con prosecuzioni verso Milano e con fermate anche a Civitavecchia, Grosseto, Campiglia Marittima, Livorno, Viareggio e Massa.
I servizi Frecciabianca sono in progressiva sostituzione con InterCity, ai quali è stato già trasferito diverso materiale rotabile con conseguente cambio di livrea e con Frecciarossa.

### Freccialink
Freccialink è un servizio integrato treno + bus che consente, con un unico titolo di viaggio, di integrare il viaggio con le Frecce con autobus dedicati verso località turistiche; i bus sono, infatti, in connessione con Le Frecce in arrivo o in partenza nelle stazioni in cui sono presenti tali coincidenze, con orari appositi volte a facilitare queste ultime.
A bordo dei bus Freccialink, dipinti in una livrea che richiama i colori dei Frecciarossa, sono disponibili gli stessi servizi che contraddistinguono i treni Le Frecce, come ad esempio la connessione Internet tramite rete Wi-Fi.
I bus Freccialink collegano località turistiche non sufficientemente servite dai treni; attualmente collegano le località turistiche sulle seguenti tratte:
- San Marco di Castellabate - Santa Maria di Castellabate - Agropoli
- Acciaroli - Pioppi - Casal Velino Marina - Vallo della Lucania
- Sorrento - Napoli Afragola
- Piombino - Cecina - Firenze Santa Maria Novella
- Peschici - Vieste - Foggia
- Cortina d’Ampezzo - San Vito di Cadore - Tai di Cadore - Venezia Mestre
- Madonna di Campiglio - Pinzolo - Trento
- Selva di Val Gardena - Santa Cristina - Ortisei - Bolzano
- Canazei - Vigo di Fassa - Moena - Predazzo - Cavalese - Ora
- Courmayeur - Aosta - Torino Porta Susa
- Pompei - Napoli Afragola
- Assisi - Perugia - Firenze Santa Maria Novella
- Matera - Potenza - Salerno